# Dolac (gmina Travnik)
Dolac – wieś w Bośni i Hercegowinie, w Federacji Bośni i Hercegowiny, w kantonie środkowobośniackim, w gminie Travnik. W 2013 roku liczyła 480 mieszkańców, z czego większość stanowili Boszniacy.